# 顶内沟
顶内沟（英文：Intraparietal sulcus）是位于大脑顶叶的一个脑沟，可分为水平部和倾斜部。结构上，顶内沟分隔了顶上小叶和顶下小叶，后部延伸至枕叶形成枕横沟。

## 功能
顶内沟主要功能包括知觉-运动协调（譬如眼部运动）以及视觉注意力，包括视觉导向的“指”、“抓”、物体操控等行为。
顶内沟还拥有其他一些功能，包括处理符号或数字信息、视觉空间工作记忆等。

## 图像

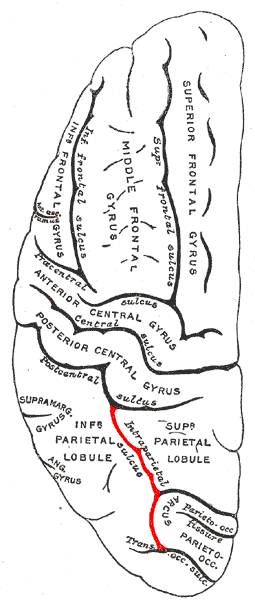
左侧大脑半球俯视图（顶内沟位于红色标记处）
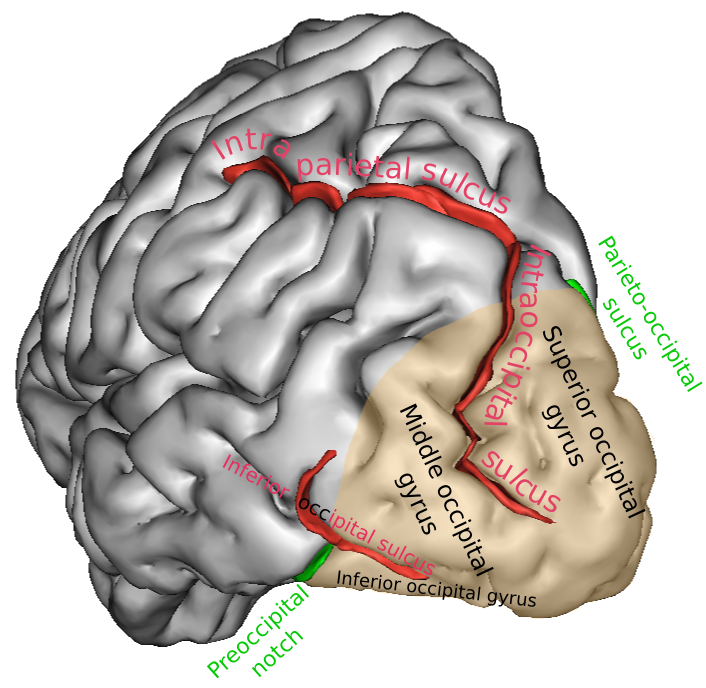
左侧大脑半球后方视图